# Klewno (przystanek kolejowy)
Klewno – zlikwidowany przystanek osobowy w Klewnie, w gminie Reszel, w powiecie kętrzyńskim w województwie warmińsko-mazurskim, w Polsce. Położony na linii kolejowej z Reszla do Nowego Młyna. Linia ta została ukończona w 1908 roku Linia ta została rozebrana w 1945 roku.